# MG 42
MG 42 (нем. Maschinengewehr 42) — немецкий единый пулемёт периода Второй мировой войны. Разработан фирмой Metall-und Lackwarenfabrik Johannes Großfuß в 1942 году.

## История
К началу Второй мировой войны вермахт имел в качестве единого пулемёта созданный в начале 1930-х годов MG 34. При всех его достоинствах он обладал двумя серьёзными недостатками: во-первых, он оказался весьма требователен к навыкам оператора и качеству боеприпасов; во-вторых, он был чрезвычайно трудоёмок и дорог в производстве, что не позволяло удовлетворить всё возрастающие потребности войск в пулемётах.
MG 42 был создан в малоизвестной компании «Фабрика металлических и лакированных изделий Йоганнеса Гросфуса» в городе Дёбельн (нем. Metall-und Lackwarenfabrik Johannes Großfuß). Авторы конструкции: Вернер Грунер (Werner Gruner) и Курт Хорн (Kurth Horn). Пулемет был предназначен для замены состоявших на вооружении вермахта, войск СС и люфтваффе единых пулеметов MG 34. Принят на вооружение вермахта в апреле 1942 года. Пулемёт был запущен в производство на самом заводе Гросфуса, а также на заводах Маузер-Верке, Густлофф-Верке и других. Производство MG 42 продолжалось в Германии вплоть до окончания войны, общий выпуск составил не менее 400 000 пулеметов. При этом производство MG 34, несмотря на его недостатки, полностью свёрнуто не было, и его выпуск также был продолжен, в т.ч. и в послевоенное время, так как он, в силу некоторых конструктивных особенностей (задняя смена ствола, возможность подачи ленты с любой стороны), лучше, чем MG 42, подходит для установки на боевой технике.
В послевоенное время выпуск MG 42 и его модификаций возобновили (MG 3, MG 74 и др.)
В Испании пулемёты MG 42 выпускали по меньшей мере до начала 1980-х годов.

## Конструкция

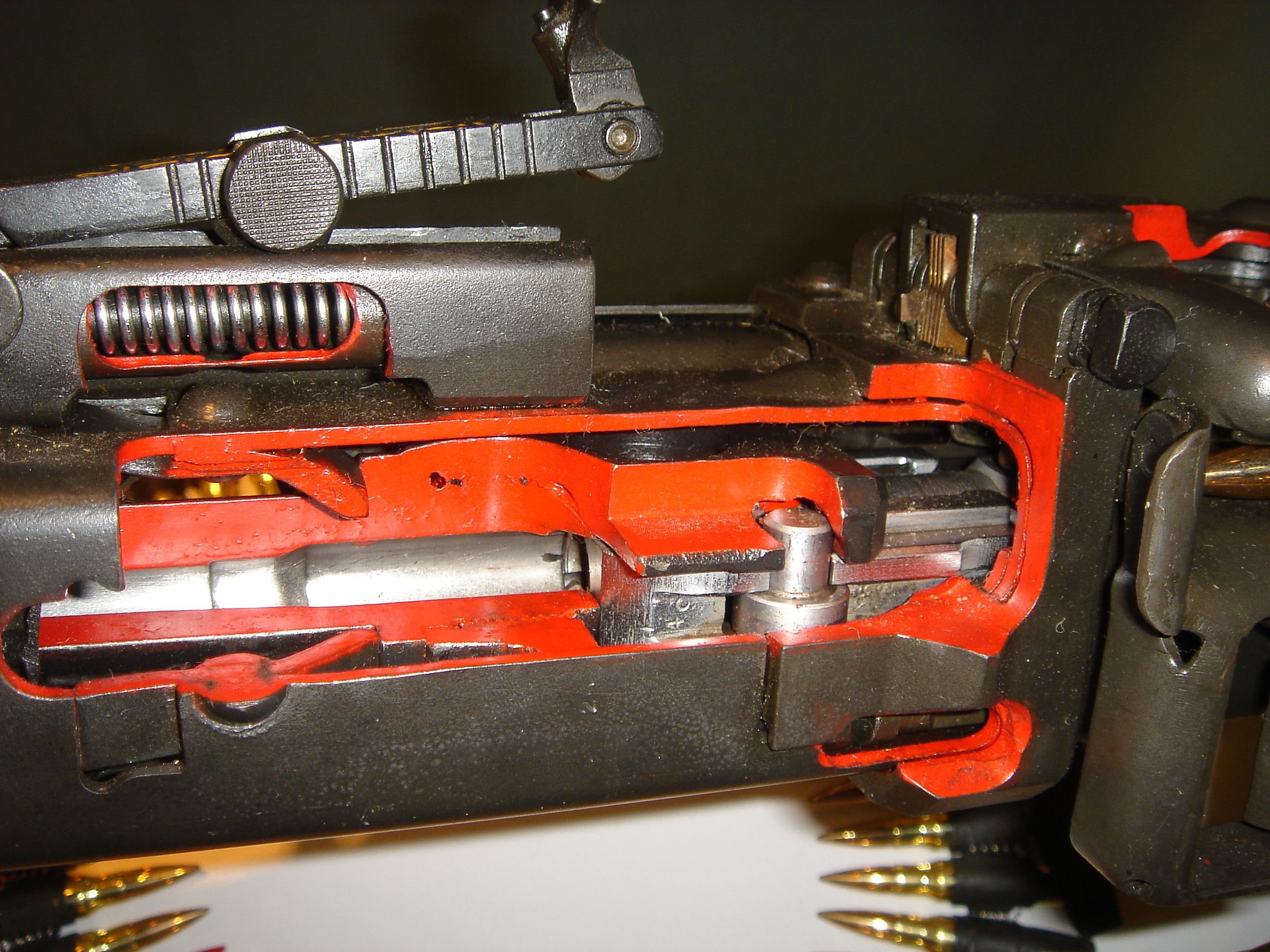
Роликовая система затвора MG 42/MG 3

MG 42 разрабатывался под вполне определённые требования: это должен был быть единый пулемёт, максимально дешёвый в производстве, максимально надёжный и с высокой огневой мощью — вплоть до 20—25 выстрелов в секунду и более, достигаемой относительно высоким темпом стрельбы. Хотя в конструкции MG 42 использовались некоторые детали пулемёта MG 34 (что облегчало переход к производству новой модели пулемёта в условиях войны), в целом он является оригинальной системой с высокими боевыми характеристиками. Более высокая технологичность пулемёта достигнута благодаря широкому применению штамповки и точечной сварки: короб вместе с кожухом ствола изготавливались штамповкой из единой заготовки, тогда как у MG 34 это были две отдельные детали, изготавливаемые на фрезерных станках. С целью упрощения отказались от возможности подачи ленты с любой стороны оружия, возможности магазинного питания и переключателя режимов огня. В итоге число деталей было уменьшено до 200. В результате стоимость MG 42 по сравнению с MG 34 уменьшилась примерно на 30 % (пулемёт MG 34 стоил Вермахту 300 марок), а металлоёмкость — на 50 %. По сравнению с MG 34 у MG 42 были свои недостатки — невозможность вести одиночный огонь и меньшая «жизнь» пулемета. Данные недостатки явились следствием удешевления конструкции.

### Принцип работы

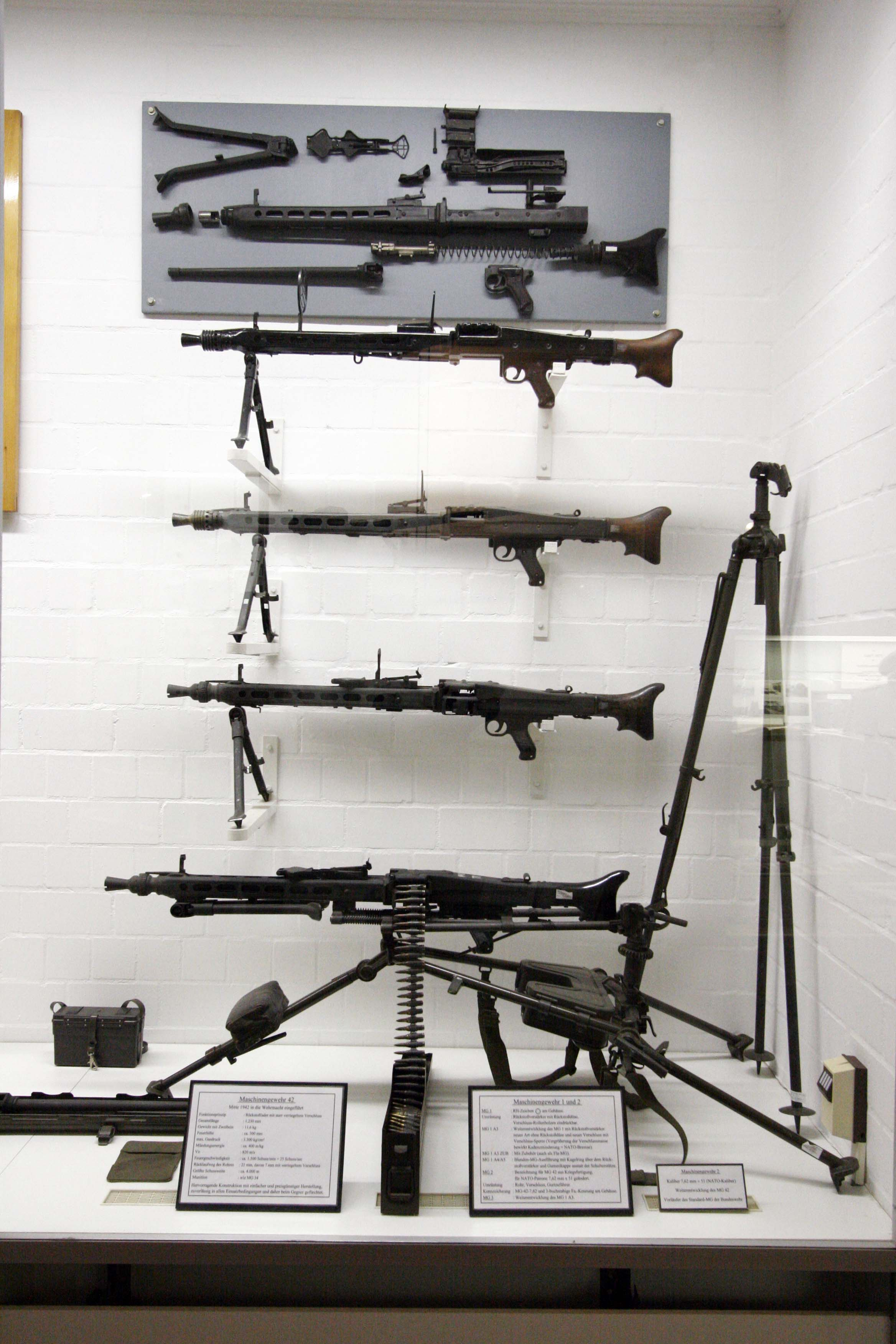
Различные варианты исполнения MG 42

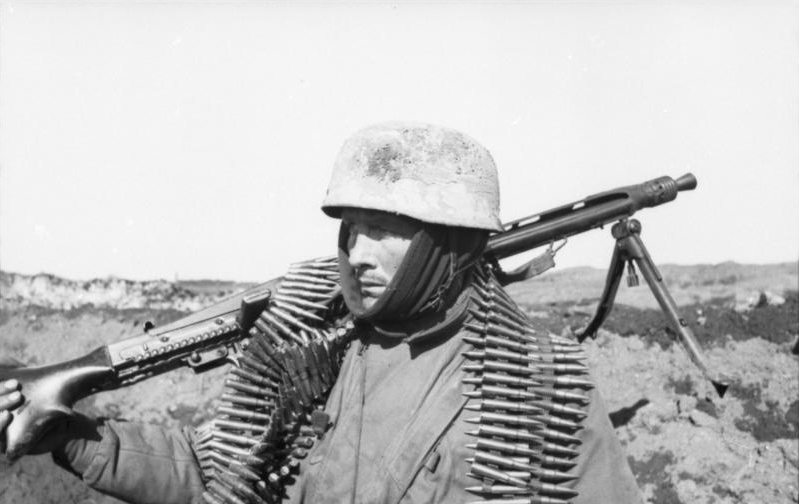
Немецкий парашютист из 11-го воздушного корпуса с MG 42 и лентой к нему (1943)

Пулемёт MG 42 работает на принципе отдачи ствола (короткий ход). Он состоит из следующих основных частей и механизмов: ствола с коробом-кожухом; двуногой сошки; затыльника с прикладом; затвора; запирающего, подающего, ударного и спускового механизмов. Запирание затвора производится роликами (боевыми упорами), которые разводятся в стороны. Ролики расположены в боевой личинке и разводятся при запирании скосами клина, а при отпирании сводятся скосами короба. Ударный механизм ударникового типа, расположен в затворе. Он состоит из ударника и бойка. Роль боевой пружины выполняет возвратная пружина. Спусковой механизм находится в рукоятке управления огнём и позволяет вести только непрерывный огонь. Питание пулемёта патронами при стрельбе производится из гибкой металлической ленты с полузамкнутым звеном, единой с лентой пулемёта MG 34. Одна лента может присоединяться к другой при помощи патрона, благодаря чему длина снаряжённой ленты может быть увеличена.

Питание пулемёта патронами

### Охлаждение ствола
Как и в пулемёте MG 34, проблема перегрева ствола при продолжительной стрельбе решалась путём его замены. Ствол освобождался отщёлкиванием специального зажима. Смена ствола требовала от 20 до 30 секунд, в зависимости от опытности пулемётчика, и одной свободной руки, вследствие чего не приводила к задержкам в бою.

## Дальнейшая история
По окончании войны карьера MG 42, широко признанного одним из лучших пулемётов не только Второй мировой, но и вообще в классе единых, продолжилась. Так, с конца 1950-х годов Западная Германия принимает на вооружение вариант MG 42 с изменениями под патрон 7,62×51 мм НАТО (и другие, в т.ч. 7,5 мм) под обозначением MG1, в дальнейшем неоднократно модернизировавшийся. Единый пулемет MG3 получил улучшенный пламегаситель, комплект из двух затворов — легкого и тяжелого, более надежные стволы, крепление для снайперских прицелов. Этот же пулемёт и сейчас все еще состоит на вооружении в Сербии, Хорватии, Израиле, Турции, Греции, США (где также производится малой серией), Индии, Египте, Польше, ещё в целом ряде стран НАТО (и не только). Швейцария приняла вариант пулемёта под индексом MG 51 под свой 7,5×55 мм патрон в 1951 году, а через несколько лет компания SIG Sauer разработала на его основе несколько коммерческих (экспортных) вариантов под патроны 6,5×55 мм и 7,92×57 мм, но в серию пошёл более лёгкий аналог рейнметалловского MG3 — SIG MG 710-3 под натовский патрон.
Этот пулемёт активно применяется во многих военных конфликтах до сих пор.

## Модификации

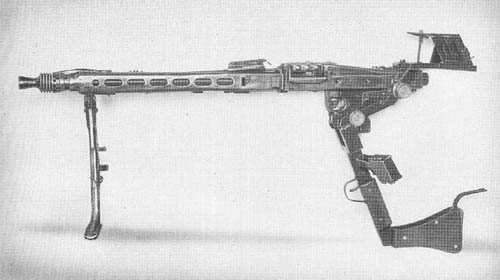
«Deckungszielgerät» с MG 42

### T24
Американские военные во время войны предприняли попытку скопировать MG 42 в качестве возможной замены Browning Automatic Rifle и М1919А4 у пехотных отрядов. Версия T24 задумывалась под использование патрона .30-06. Был построен рабочий прототип под индексом Т24. Он мог использоваться на станке М2. Из-за того, что американский патрон .30-06 оказался слишком длинным для единого пулемёта, а также вследствие недостатков конструкции прототипа - отвратительной меткости и небольшой эффективной дальности огня, проект был закрыт.

### MG3

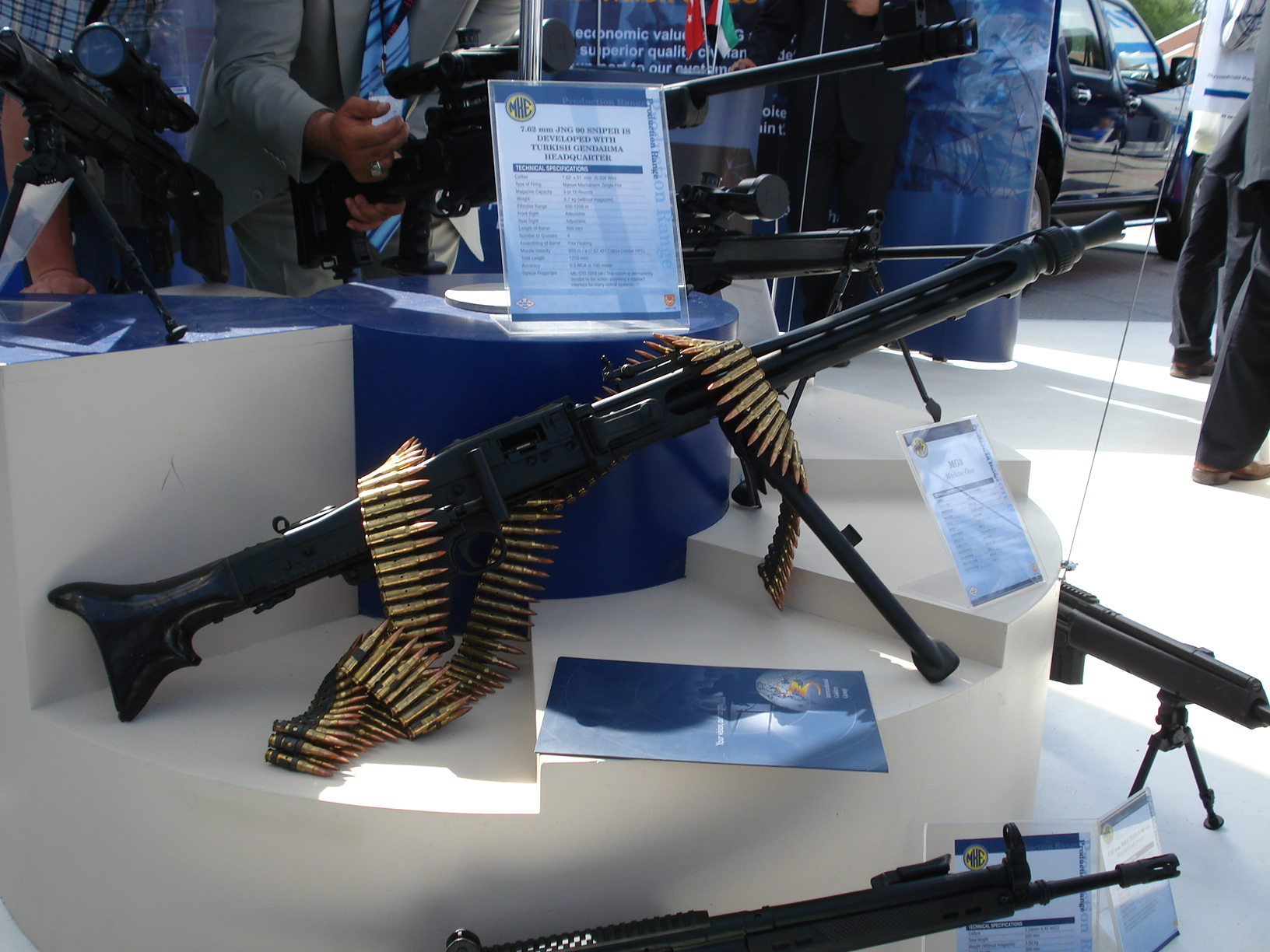
MG3

Современным вариантом MG 42 является пулемёт MG3, выпускаемый компанией Rheinmetall AG. Он состоит на вооружении бундесвера и широко экспортируется в различные страны. Производится также по лицензии в Греции, Пакистане, Испании и Турции. Его отличает такой же высокий темп стрельбы, как и у его предшественника. Темп стрельбы очередями может регулироваться использованием различных по весу затворов: чем легче затвор, тем выше скорострельность пулемета. Хотя прототип пулемета был выпущен уже более 80 лет назад, MGЗ по-прежнему остается высокоэффективным оружием. Проблемой при использовании этого пулемета является необходимость смены ствола при очень высоком темпе стрельбы. Даже при стрельбе короткими очередями, с увеличением скорострельности до 1250 выстрелов в минуту, стрелок должен сменить ствол уже через 150 выстрелов или же через каждые 36 секунд.

### Steyr MG-74

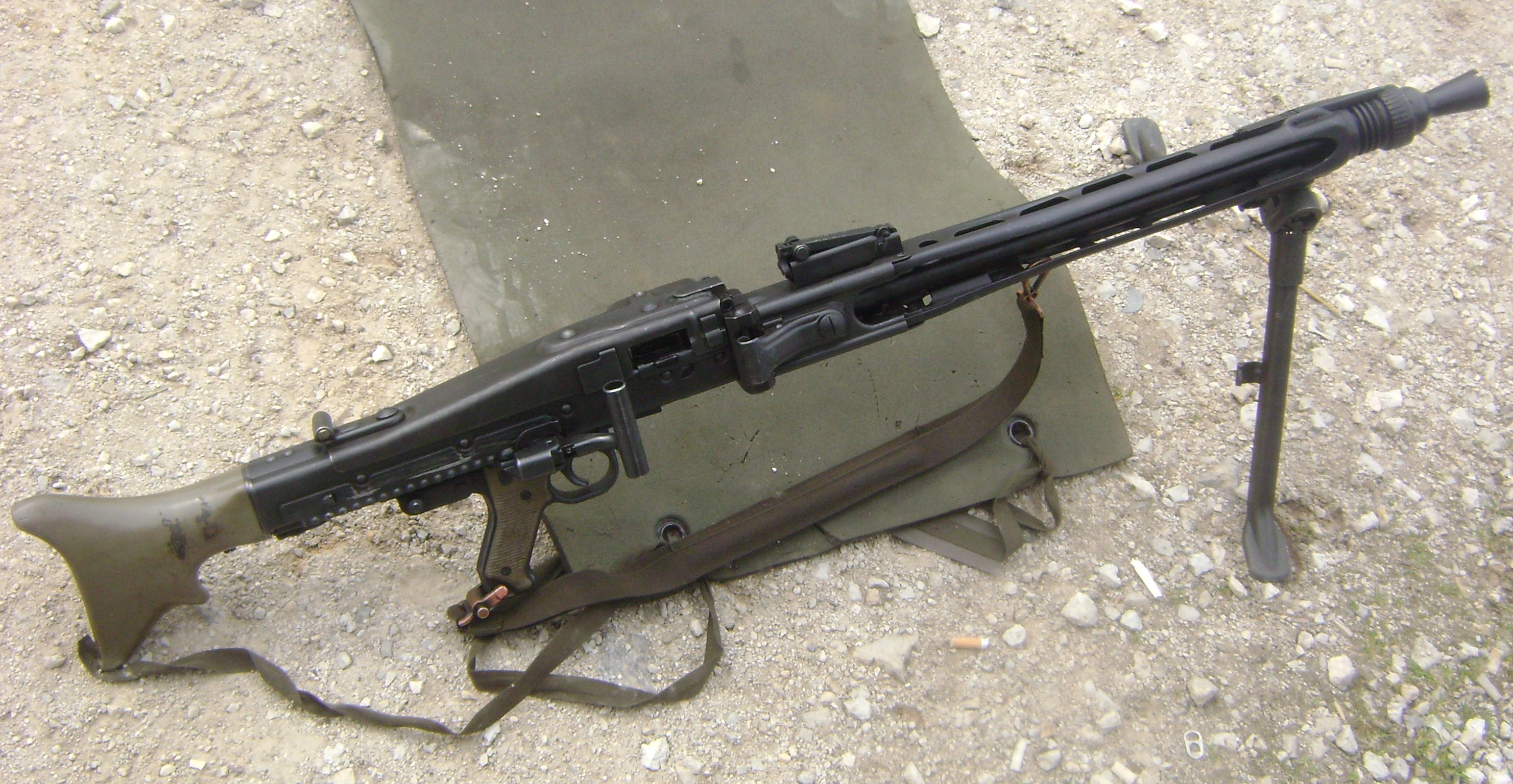
MG 74

Последним в серии вариантов MG 42 является австрийский MG-74, с 1974 года являющийся стандартным единым пулемётом в австрийских вооружённых силах.
После своего основания в 1955 году австрийская армия оснащалась устаревшими американскими пулемётами Browning M1919. Начиная с 1959, пулемёты Браунинга постепенно заменялись на немецкие MG 42/59 (MG 1A2) под стандартный патрон НАТО — 7,62×51 мм.
Однако Бюро оборонных технологий в сотрудничестве с компаниями Steyr Mannlicher и Beretta провело разработку пулемёта специально для австрийской армии. Модифицированный немецкий MG 42/59 (ставший также основой для MG3) под патрон НАТО послужил основой для создания собственного единого пулемёта. Разработка модифицированного пулемёта была завершена в 1974 году.
Изменения конструкции включают в себя утяжеление затвора: 950 граммов против 675 граммов затвора MG3, благодаря чему темп стрельбы снижен до 900 выстрелов в минуту. Добавлен переключатель для возможности ведения одиночного огня. MG-74 имеет полимерные рукоятку и приклад тёмно-зелёного цвета, регулируемый целик (35° по горизонтали, 15° по вертикали) и может оснащаться дополнительным зенитным прицелом.

## Страны-эксплуатанты
- Дания: в ходе восстановления вооружённых сил Дании после окончания второй мировой войны на вооружение армейских подразделений поступили пулемёты MG-42 (оставшиеся после капитуляции немецких войск в Дании 5 мая 1945 года); 4 апреля 1949 года Дания вступила в блок НАТО и приняла обязательства по стандартизации используемого оружия и боеприпасов, на вооружение был принят 7,62-мм пулемёт MG.42/59 (под индексом M/62), но даже в 1972 году MG-42 оставались на вооружении[5]
- Португалия — немецкие 7,92-мм пулемёты MG.42 были приняты на вооружение под названием m/944 и продолжали использоваться длительное время даже после того, как 4 апреля 1949 года страна вступила в блок НАТО и приняла обязательства по стандартизации используемого оружия и боеприпасов, после чего началось перевооружение армейских подразделений на 7,62-мм пулемёты MG.3 (на вооружении 94-го полка зенитной артиллерии португальской армии по-прежнему находятся 7,92-мм пулемёты MG.42)[6]
- Югославия — первые трофейные пулемёты использовались НОАЮ во время второй мировой войны, после войны они остались на вооружении Югославской Народной Армии (под названием М53/42); позднее их производство под 7,92х57 мм патрон было освоено на заводе «Црвена Застава» под наименованием Застава М53 и они оставались на вооружении до 2000-х годов[7].